# Saison 2015 des Cardinals de Saint-Louis
La saison 2015 des Cardinals de Saint-Louis est la 134e saison en Ligue majeure de baseball pour cette franchise et sa 124e dans la Ligue nationale.
Les Cardinals donnent, avec leurs grands rivaux les Cubs de Chicago, le coup d'envoi de la nouvelle saison du baseball majeur le dimanche 5 avril 2015 au Wrigley Field de Chicago, et c'est à ce même endroit que leur saison se termine plus de 6 mois après. Dans la division la plus compétitive du baseball majeur en 2015 et en dépit d'un nombre élevé de joueurs blessés,, les Cardinals s'emparent seuls dès le 17 avril, au 9e jour de la saison régulière, du premier rang de la section Centrale de la Ligue nationale pour le conserver jusqu'à la fin. Leur total de 100 victoires, contre 62 défaites, est le meilleur des majeures et ces 10 succès de plus qu'en 2014 leur donnent leur meilleure performance depuis 2005. Mais la route vers un troisième titre de division en trois ans est ardue puisque les Cardinals, qui passent en éliminatoires pour une 5e année de suite, ne gagnent que deux matchs de plus que leurs plus proches poursuivants, les Pirates de Pittsburgh. Opposés en éliminatoires aux Cubs de Chicago, troisième de la section Centrale avec 97 victoires, les Cardinals sont éliminés trois matchs à un dès la Série de divisions.

## Contexte
En 2014, les Cardinals remportent 90 victoires contre 72 défaites, 7 succès de moins qu'en 2013 mais assez pour remporter leur deuxième titre consécutif de la division Centrale de la Ligue nationale et se qualifier aux séries éliminatoires pour la 4e année de suite et la 5e fois en 6 ans. C'est aussi une 7e saison gagnante de suite pour la franchise. Après avoir remporté 3 victoires à une leur Série de divisions contre les Dodgers de Los Angeles, qu'ils éliminent pour le second automne consécutif, le parcours des Cardinals se termine par une défaite, 4 défaites à une, aux mains des Giants de San Francisco en Série de championnat 2014 de la Ligue nationale.

## Intersaison
La transaction la plus importante de l'intersaison à impliquer les Cardinals est celle qui envoie le jeune lanceur partant droitier Shelby Miller et le lanceur droitier des ligues mineures Tyrell Jenkins aux Braves d'Atlanta le 17 novembre 2014, en échange du voltigeur étoile Jason Heyward et du releveur droitier Jordan Walden.
Sur le marché des agents libres, les Cardinals attirent à Saint-Louis le 2 décembre 2014 le releveur droitier Matt Belisle, joueur des Rockies du Colorado depuis plusieurs saisons. Le 11 décembre 2014, Mark Reynolds, qui peut jouer au premier et au troisième but, s'amène chez les Cardinals après un an passé chez des rivaux de division, Milwaukee.
Sur ce même marché des agents libres, Saint-Louis perd le releveur droitier Pat Neshek aux Astros de Houston, le joueur de champ intérieur Daniel Descalso aux Rockies., le lanceur de relève droitier Jason Motte aux Cubs de Chicago et le lanceur partant droitier acquis en fin de saison 2014, Justin Masterson, aux Red Sox de Boston.

## Calendrier pré-saison
L'entraînement de printemps 2015 des Cardinals se déroule du 5 mars au 3 avril.

## Saison régulière
La saison régulière de 162 matchs des Cardinals débute le 5 avril au Wrigley Field de Chicago, où est joué contre les Cubs le tout premier match de la saison 2015 du baseball majeur. Le calendrier régulier se termine le 4 octobre suivant. Le match d'ouverture local des Cardinals à Saint-Louis est disputé le 13 avril aux Brewers de Milwaukee.

### Classement
| Ligue nationale division Centrale | V   | D  | %    | Diff. | Diff. (séries) |
| --------------------------------- | --- | -- | ---- | ----- | -------------- |
| Cardinals de Saint-Louis          | 100 | 62 | ,617 | -     | -              |
| Pirates de Pittsburgh             | 98  | 64 | ,605 | 2     | +1             |
| Cubs de Chicago                   | 97  | 65 | ,599 | 3     | -              |
| Brewers de Milwaukee              | 68  | 94 | ,420 | 32    | 29             |
| Reds de Cincinnati                | 64  | 98 | ,395 | 36    | 33             |

### Avril
- 26 avril : Le lanceur étoile des Cardinals, Adam Wainwright, se blesse au tendon d'Achille lors d'un passage au bâton contre Milwaukee[20], ce qui l'envoie en convalescence pour 9 à 12 mois et met fin à sa saison[21].
- 16 juin : Le New York Times rapporte[22],[23] que des employés de direction des Cardinals de Saint-Louis sont sous enquête du FBI pour le hacking et la fuite, en juin 2014, des données confidentielles des Astros de Houston qui étaient contenus dans Ground Control, leur réseau interne[24].

### Juin
- 5 avril au 1er juin[25] : Matt Holliday, des Cardinals, atteint les buts lors de ses 45 premiers matchs, battant le record de la Ligue nationale (établi en 1986 par Tim Raines et en 2008 par Albert Pujols[26]) pour la plus longue série du genre pour amorcer une saison[27].
- 27 juin : Club détenant la meilleure fiche des majeures, les Cardinals deviennent à leur 74e match de l'année l'équipe à atteindre les 50 victoires le plus rapidement dans une saison depuis les White Sox de Chicago (50-22)[28] de la Ligue américaine en 2005, et le plus rapidement dans la Ligue nationale depuis les Mets de New York (50-21)[29] de 1986[30].

### Septembre
- 19 septembre : Les Cardinals sont la première équipe qualifiée pour les séries éliminatoires 2015[31].
- 30 septembre : À Pittsburgh, les Cardinals remportent le second match d'un programme double face aux Pirates pour remporter leur 3e titre consécutif de la division Centrale de la Ligue nationale[32] et atteindre les 100 victoires pour la première fois depuis la saison 2005[4].

## Affiliations en ligues mineures
| Niveau            | Équipe                      | Ligue                         |
| ----------------- | --------------------------- | ----------------------------- |
| AAA               | Redbirds de Memphis         | Ligue de la côte du Pacifique |
| AA                | Cardinals de Springfield    | Texas League                  |
| A-Advanced        | Cardinals de Palm Beach     | Ligue de l'État de Floride    |
| A                 | Chiefs de Peoria            | Midwest League                |
| A (saison courte) | Spikes de State College     | New York - Penn League        |
| Ligue des recrues | Cardinals de Johnson City   | Appalachian League            |
| Ligue des recrues | Gulf Coast League Cardinals | Gulf Coast League             |
| Ligue des recrues | DSL Cardinals               | Dominican Summer League       |